# Ragnar Edenman
Ragnar Edenman (Uppsala, Suecia, 1 de abril de 1914 – Uppsala, Suecia, 27 de enero de 1998) fue un político sueco que formó parte del Partido Socialdemócrata Sueco y se desempeñó como Ministro de Educación y Asuntos Eclesiásticos entre 1957 y 1967, y como gobernador del condado de Uppsala desde 1967 hasta 1980. Johan Östling argumenta que Edenman fue una de las figuras suecas de la "generación de 1945" que adoptaron el racionalismo y el radicalismo cultural.

## Primeros años y educación
Edenman nació en 1914. Su doctorado se titula Socialdemokratiska riksdagsgruppen, 1903-1920, en studie i den svenska Riksdagens partiväsen (El grupo parlamentario socialdemócrata 1903-1920: un estudio sobre el sistema de partidos del parlamento sueco) y lo completó en la Universidad de Uppsala en 1946. Es uno de los estudios más completos sobre la historia del grupo parlamentario del Partido Socialdemócrata Sueco en el período anterior a 1920.

## Carrera
Edenman fue miembro del Partido Socialdemócrata Sueco. En 1946 comenzó a trabajar en el Ministerio de Educación como asesor político cuando Tage Erlander era el ministro. También se desempeñó como subsecretario en el ministerio entre 1950 y 1956.
Fue nombrado ministro de educación y asuntos eclesiásticos en 1957, reemplazando a Ivar Persson en el puesto. Su cartera incluía políticas educativas y culturales. La nueva política cultural de Suecia, implementada en la década de 1970, fue desarrollada por el ministerio bajo la supervisión de Edenman en mayo de 1959. Para él, las actividades culturales debían ser moldeadas por el estado, no por el sector privado. Fue Edenman quien nombró a Ingmar Bergman como director del Teatro Dramático Real en Estocolmo en 1963. También animó a Bergman a presentar su película El silencio a la Autoridad de Censura Estatal.
En 1967 Edenman renunció al cargo. Su sucesor como ministro de educación y asuntos eclesiásticos fue Olof Palme. Luego se desempeñó como gobernador del condado de Uppsala desde 1967 hasta 1980.Edenman falleció el 27 de enero de 1998.
Edenman fue receptor de la Orden de los Serafines, que le fue otorgada en 1978. En 1991 fue nombrado uno de los 50 Miembros Honorarios de la Universidad de Uppsala.